# Wahlkreis Orkney and Shetland
| Orkney and Shetland                     |
| --------------------------------------- |
| Orkney and Shetland                     |
| Gebildet                                |
| 1708                                    |
| Abgeordneter                            |
| Alistair Carmichael (Liberal Democrats) |
| Regionen                                |
| Orkney Shetland                         |

Orkney and Shetland ist ein Wahlkreis für das Britische Unterhaus. Zur Vertretung schottischer Interessen im britischen Unterhaus wurde die Einrichtung von Wahlkreisen nach dem Act of Union nötig. Der Wahlkreis Orkney and Shetland wurde 1708 eingeführt und ist damit der älteste heute noch bestehende Wahlkreis in Schottland. Er deckt die Inselgruppen der Orkneys und Shetlands vollständig ab. Dies war nicht von Beginn an der Fall, denn bis 1918 lag Kirkwall, die Hauptstadt der Orkneys, nicht innerhalb des Wahlkreises. Der Wahlkreis entsendet einen Abgeordneten.

## Wahlergebnisse

### Abgeordnete zwischen 1708 und 1832
- 1708–1713: Alexander Douglas
- 1713–1715: George Douglas
- 1715–1722: James Moodie
- 1722–1730: George Douglas
- 1730–1745: Robert Douglas
- 1747–1754: James Halyburton
- 1754–1768: James Douglas
- 1768–1770: Thomas Dundas
- 1771–1780: Thomas Dundas
- 1780–1781: Robert Baikie
- 1781–1784: Charles Dundas
- 1784–1790: Thomas Dundas
- 1790–1796: John Balfour
- 1796–1806: Robert Honyman
- 1806–1807: Robert Honyman
- 1807–1812: Malcolm Laing
- 1812–1818: Richard Honyman
- 1818–1820: George Heneage Lawrence Dundas
- 1820–1826: John Balfour
- 1826–1830: George Heneage Lawrence Dundas
- 1830–1832: George Traill

### Unterhauswahlen 1832
| Ergebnisse der Unterhauswahlen 1832 | Ergebnisse der Unterhauswahlen 1832 | Ergebnisse der Unterhauswahlen 1832 | Ergebnisse der Unterhauswahlen 1832 |
| Partei                              | Kandidat                            | Stimmen                             | %                                   |
| ----------------------------------- | ----------------------------------- | ----------------------------------- | ----------------------------------- |
| Whig                                | George Traill                       | 107                                 | 50,5                                |
| Tory                                | S. Laing                            | 96                                  | 45,3                                |
| Whig                                | R. Hunter                           | 9                                   | 4,2                                 |

### Unterhauswahlen 1835
| Ergebnisse der Unterhauswahlen 1835 | Ergebnisse der Unterhauswahlen 1835 | Ergebnisse der Unterhauswahlen 1835 | Ergebnisse der Unterhauswahlen 1835 |
| Partei                              | Kandidat                            | Stimmen                             | %                                   |
| ----------------------------------- | ----------------------------------- | ----------------------------------- | ----------------------------------- |
| Tory                                | Thomas Balfour                      | 114                                 | 57,6                                |
| Whig                                | George Traill                       | 84                                  | 42,4                                |

### Unterhauswahlen 1837
| Ergebnisse der Unterhauswahlen 1837 | Ergebnisse der Unterhauswahlen 1837 | Ergebnisse der Unterhauswahlen 1837 | Ergebnisse der Unterhauswahlen 1837 |
| Partei                              | Kandidat                            | Stimmen                             | %                                   |
| ----------------------------------- | ----------------------------------- | ----------------------------------- | ----------------------------------- |
| Liberal                             | Frederick Dundas                    |                                     | 100                                 |

### Unterhauswahlen 1841
| Ergebnisse der Unterhauswahlen 1841 | Ergebnisse der Unterhauswahlen 1841 | Ergebnisse der Unterhauswahlen 1841 | Ergebnisse der Unterhauswahlen 1841 |
| Partei                              | Kandidat                            | Stimmen                             | %                                   |
| ----------------------------------- | ----------------------------------- | ----------------------------------- | ----------------------------------- |
| Liberal                             | Frederick Dundas                    |                                     | 100                                 |

### Unterhauswahlen 1847
| Ergebnisse der Unterhauswahlen 1847 | Ergebnisse der Unterhauswahlen 1847 | Ergebnisse der Unterhauswahlen 1847 | Ergebnisse der Unterhauswahlen 1847 |
| Partei                              | Kandidat                            | Stimmen                             | %                                   |
| ----------------------------------- | ----------------------------------- | ----------------------------------- | ----------------------------------- |
| Liberal                             | Arthur Anderson                     | 209                                 | 53,3                                |
| Liberal                             | Frederick Dundas                    | 183                                 | 46,7                                |

### Unterhauswahlen 1852
| Ergebnisse der Unterhauswahlen 1852 | Ergebnisse der Unterhauswahlen 1852 | Ergebnisse der Unterhauswahlen 1852 | Ergebnisse der Unterhauswahlen 1852 |
| Partei                              | Kandidat                            | Stimmen                             | %                                   |
| ----------------------------------- | ----------------------------------- | ----------------------------------- | ----------------------------------- |
| Liberal                             | Frederick Dundas                    | 227                                 | 53,9                                |
| Conservative                        | J. Inglis                           | 194                                 | 46,1                                |

### Unterhauswahlen 1857
| Ergebnisse der Unterhauswahlen 1857 | Ergebnisse der Unterhauswahlen 1857 | Ergebnisse der Unterhauswahlen 1857 | Ergebnisse der Unterhauswahlen 1857 |
| Partei                              | Kandidat                            | Stimmen                             | %                                   |
| ----------------------------------- | ----------------------------------- | ----------------------------------- | ----------------------------------- |
| Liberal                             | Frederick Dundas                    |                                     | 100                                 |

### Unterhauswahlen 1859
| Ergebnisse der Unterhauswahlen 1859 | Ergebnisse der Unterhauswahlen 1859 | Ergebnisse der Unterhauswahlen 1859 | Ergebnisse der Unterhauswahlen 1859 |
| Partei                              | Kandidat                            | Stimmen                             | %                                   |
| ----------------------------------- | ----------------------------------- | ----------------------------------- | ----------------------------------- |
| Liberal                             | Frederick Dundas                    |                                     | 100                                 |

### Unterhauswahlen 1865
| Ergebnisse der Unterhauswahlen 1865 | Ergebnisse der Unterhauswahlen 1865 | Ergebnisse der Unterhauswahlen 1865 | Ergebnisse der Unterhauswahlen 1865 |
| Partei                              | Kandidat                            | Stimmen                             | %                                   |
| ----------------------------------- | ----------------------------------- | ----------------------------------- | ----------------------------------- |
| Liberal                             | Frederick Dundas                    |                                     | 100                                 |

### Unterhauswahlen 1868
| Ergebnisse der Unterhauswahlen 1868 | Ergebnisse der Unterhauswahlen 1868 | Ergebnisse der Unterhauswahlen 1868 | Ergebnisse der Unterhauswahlen 1868 |
| Partei                              | Kandidat                            | Stimmen                             | %                                   |
| ----------------------------------- | ----------------------------------- | ----------------------------------- | ----------------------------------- |
| Liberal                             | Frederick Dundas                    | 715                                 | 61,6                                |
| Conservative                        | H.B. Riddell                        | 446                                 | 38,4                                |

### Nachwahlen 1873
| Ergebnisse der Nachwahlen 1873 | Ergebnisse der Nachwahlen 1873 | Ergebnisse der Nachwahlen 1873 | Ergebnisse der Nachwahlen 1873 |
| Partei                         | Kandidat                       | Stimmen                        | %                              |
| ------------------------------ | ------------------------------ | ------------------------------ | ------------------------------ |
| Liberal                        | Samuel Laing                   | 646                            | 51,0                           |
| Liberal                        | P. Tait                        | 621                            | 49,0                           |

### Unterhauswahlen 1880
| Ergebnisse der Unterhauswahlen 1880 | Ergebnisse der Unterhauswahlen 1880 | Ergebnisse der Unterhauswahlen 1880 | Ergebnisse der Unterhauswahlen 1880 |
| Partei                              | Kandidat                            | Stimmen                             | %                                   |
| ----------------------------------- | ----------------------------------- | ----------------------------------- | ----------------------------------- |
| Liberal                             | Samuel Laing                        | 896                                 | 63,4                                |
| Conservative                        | G.R. Badenoch                       | 518                                 | 36,6                                |

### Unterhauswahlen 1885
| Ergebnisse der Unterhauswahlen 1885 | Ergebnisse der Unterhauswahlen 1885 | Ergebnisse der Unterhauswahlen 1885 | Ergebnisse der Unterhauswahlen 1885 | Ergebnisse der Unterhauswahlen 1885 |
| Partei                              | Kandidat                            | Stimmen                             | %                                   | ±                                   |
| ----------------------------------- | ----------------------------------- | ----------------------------------- | ----------------------------------- | ----------------------------------- |
| Liberal                             | Leonard Lyell                       | 3352                                | 63,3                                | −0,1                                |
| Conservative                        | Cospatrick Thomas Dundas            | 1940                                | 36,7                                | +0,1                                |

### Unterhauswahlen 1886
| Ergebnisse der Unterhauswahlen 1886 | Ergebnisse der Unterhauswahlen 1886 | Ergebnisse der Unterhauswahlen 1886 | Ergebnisse der Unterhauswahlen 1886 | Ergebnisse der Unterhauswahlen 1886 |
| Partei                              | Kandidat                            | Stimmen                             | %                                   | ±                                   |
| ----------------------------------- | ----------------------------------- | ----------------------------------- | ----------------------------------- | ----------------------------------- |
| Liberal                             | Leonard Lyell                       | 2353                                | 63,0                                | −0,3                                |
| Liberal Unionist                    | H. Hoare                            | 1382                                | 37,0                                | +0,3                                |

### Unterhauswahlen 1892
| Ergebnisse der Unterhauswahlen 1892 | Ergebnisse der Unterhauswahlen 1892 | Ergebnisse der Unterhauswahlen 1892 | Ergebnisse der Unterhauswahlen 1892 | Ergebnisse der Unterhauswahlen 1892 |
| Partei                              | Kandidat                            | Stimmen                             | %                                   | ±                                   |
| ----------------------------------- | ----------------------------------- | ----------------------------------- | ----------------------------------- | ----------------------------------- |
| Liberal                             | Leonard Lyell                       | 2623                                | 61,9                                | −1,1                                |
| Liberal Unionist                    | W. Younger                          | 1617                                | 38,1                                | +1,1                                |

### Unterhauswahlen 1895
| Ergebnisse der Unterhauswahlen 1895 | Ergebnisse der Unterhauswahlen 1895 | Ergebnisse der Unterhauswahlen 1895 | Ergebnisse der Unterhauswahlen 1895 | Ergebnisse der Unterhauswahlen 1895 |
| Partei                              | Kandidat                            | Stimmen                             | %                                   | ±                                   |
| ----------------------------------- | ----------------------------------- | ----------------------------------- | ----------------------------------- | ----------------------------------- |
| Liberal                             | Leonard Lyell                       | 2360                                | 59,9                                | −2,0                                |
| Liberal Unionist                    | Ralph Wardlaw MacLeod Fullarton     | 1580                                | 40,1                                | +2,0                                |

### Unterhauswahlen 1900
| Ergebnisse der Unterhauswahlen 1900 | Ergebnisse der Unterhauswahlen 1900 | Ergebnisse der Unterhauswahlen 1900 | Ergebnisse der Unterhauswahlen 1900 | Ergebnisse der Unterhauswahlen 1900 |
| Partei                              | Kandidat                            | Stimmen                             | %                                   | ±                                   |
| ----------------------------------- | ----------------------------------- | ----------------------------------- | ----------------------------------- | ----------------------------------- |
| Liberal Unionist                    | Cathcart Wason                      | 2057                                | 50,5                                | +10,4                               |
| Liberal                             | Leonard Lyell                       | 2017                                | 49,5                                | −10,4                               |

### Nachwahlen 1902
| Ergebnisse der Nachwahlen 1902 | Ergebnisse der Nachwahlen 1902 | Ergebnisse der Nachwahlen 1902 | Ergebnisse der Nachwahlen 1902 | Ergebnisse der Nachwahlen 1902 |
| Partei                         | Kandidat                       | Stimmen                        | %                              | ±                              |
| ------------------------------ | ------------------------------ | ------------------------------ | ------------------------------ | ------------------------------ |
| Unabhängiger Liberaler         | Cathcart Wason                 | 2412                           | 46,8                           | +46,8                          |
| Liberal                        | Thomas McKinnon Wood           | 2001                           | 38,8                           | −10,7                          |
| Liberal Unionist               | Theodore Vivian Samuel Angier  | 740                            | 14,4                           | −36,1                          |

### Unterhauswahlen 1906
| Ergebnisse der Unterhauswahlen 1906 | Ergebnisse der Unterhauswahlen 1906 | Ergebnisse der Unterhauswahlen 1906 | Ergebnisse der Unterhauswahlen 1906 | Ergebnisse der Unterhauswahlen 1906 |
| Partei                              | Kandidat                            | Stimmen                             | %                                   | ±                                   |
| ----------------------------------- | ----------------------------------- | ----------------------------------- | ----------------------------------- | ----------------------------------- |
| Liberal                             | Cathcart Wason                      | 3837                                | 79,0                                | +40,2                               |
| Liberal Unionist                    | C.J. Dunlop                         | 1021                                | 21,0                                | +6,6                                |

### Unterhauswahlen Januar 1910
| Ergebnisse der Unterhauswahlen Januar 1910 | Ergebnisse der Unterhauswahlen Januar 1910 | Ergebnisse der Unterhauswahlen Januar 1910 | Ergebnisse der Unterhauswahlen Januar 1910 | Ergebnisse der Unterhauswahlen Januar 1910 |
| Partei                                     | Kandidat                                   | Stimmen                                    | %                                          | ±                                          |
| ------------------------------------------ | ------------------------------------------ | ------------------------------------------ | ------------------------------------------ | ------------------------------------------ |
| Liberal                                    | Cathcart Wason                             | 4117                                       | 80,6                                       | +1,6                                       |
| Liberal Unionist                           | Thomas William Hemsley                     | 994                                        | 19,4                                       | −1,6                                       |

### Unterhauswahlen Dezember 1910
Cathcart Wason verteidigt sein Mandat ohne Gegenkandidat.

### Unterhauswahlen 1918
Cathcart Wason verteidigt sein Mandat ohne Gegenkandidat.

### Nachwahlen 1921
Der Liberale Malcolm Smith gewinnt das Mandat ohne Gegenkandidat.

### Unterhauswahlen 1922
| Ergebnisse der Unterhauswahlen 1922 | Ergebnisse der Unterhauswahlen 1922 | Ergebnisse der Unterhauswahlen 1922 | Ergebnisse der Unterhauswahlen 1922 |
| Partei                              | Kandidat                            | Stimmen                             | %                                   |
| ----------------------------------- | ----------------------------------- | ----------------------------------- | ----------------------------------- |
| Liberal                             | Robert William Hamilton             | 4814                                | 53,5                                |
| National Liberal                    | Malcolm Smith                       | 4189                                | 46,5                                |

### Unterhauswahlen 1923
| Ergebnisse der Unterhauswahlen 1923 | Ergebnisse der Unterhauswahlen 1923 | Ergebnisse der Unterhauswahlen 1923 | Ergebnisse der Unterhauswahlen 1923 | Ergebnisse der Unterhauswahlen 1923 |
| Partei                              | Kandidat                            | Stimmen                             | %                                   | ±                                   |
| ----------------------------------- | ----------------------------------- | ----------------------------------- | ----------------------------------- | ----------------------------------- |
| Liberal                             | Robert William Hamilton             | 5129                                | 54,3                                | +0,8                                |
| Unionist                            | Bob Boothby                         | 4318                                | 45,7                                | +45,7                               |

### Unterhauswahlen 1924
Robert William Hamilton verteidigt sein Mandat ohne Gegenkandidat.

### Unterhauswahlen 1929
| Ergebnisse der Unterhauswahlen 1929 | Ergebnisse der Unterhauswahlen 1929 | Ergebnisse der Unterhauswahlen 1929 | Ergebnisse der Unterhauswahlen 1929 |
| Partei                              | Kandidat                            | Stimmen                             | %                                   |
| ----------------------------------- | ----------------------------------- | ----------------------------------- | ----------------------------------- |
| Liberal                             | Robert William Hamilton             | 8256                                | 60,4                                |
| Unionist                            | Basil Neven-Spence                  | 5404                                | 39,6                                |

### Unterhauswahlen 1931
Robert William Hamilton verteidigt sein Mandat ohne Gegenkandidat.

### Unterhauswahlen 1935
| Ergebnisse der Unterhauswahlen 1935 | Ergebnisse der Unterhauswahlen 1935 | Ergebnisse der Unterhauswahlen 1935 | Ergebnisse der Unterhauswahlen 1935 |
| Partei                              | Kandidat                            | Stimmen                             | %                                   |
| ----------------------------------- | ----------------------------------- | ----------------------------------- | ----------------------------------- |
| Conservative                        | Basil Neven-Spence                  | 8406                                | 57,6                                |
| Liberal                             | Robert William Hamilton             | 6180                                | 42,4                                |

### Unterhauswahlen 1945
| Ergebnisse der Unterhauswahlen 1945 | Ergebnisse der Unterhauswahlen 1945 | Ergebnisse der Unterhauswahlen 1945 | Ergebnisse der Unterhauswahlen 1945 | Ergebnisse der Unterhauswahlen 1945 |
| Partei                              | Kandidat                            | Stimmen                             | %                                   | ±                                   |
| ----------------------------------- | ----------------------------------- | ----------------------------------- | ----------------------------------- | ----------------------------------- |
| Conservative                        | Basil Neven-Spence                  | 6304                                | 36,1                                | −21,5                               |
| Liberal                             | Joseph Grimond                      | 5975                                | 34,2                                | −8,5                                |
| Labour                              | J.L. Smith                          | 5208                                | 29,8                                | +29,8                               |

### Unterhauswahlen 1950
| Ergebnisse der Unterhauswahlen 1950 | Ergebnisse der Unterhauswahlen 1950 | Ergebnisse der Unterhauswahlen 1950 | Ergebnisse der Unterhauswahlen 1950 | Ergebnisse der Unterhauswahlen 1950 |
| Partei                              | Kandidat                            | Stimmen                             | %                                   | ±                                   |
| ----------------------------------- | ----------------------------------- | ----------------------------------- | ----------------------------------- | ----------------------------------- |
| Liberal                             | Joseph Grimond                      | 9237                                | 46,9                                | +12,7                               |
| Conservative                        | Basil Neven-Spence                  | 6281                                | 31,9                                | −4,2                                |
| Labour                              | Harald Leslie                       | 4198                                | 21,3                                | −8,5                                |

### Unterhauswahlen 1951
| Ergebnisse der Unterhauswahlen 1951 | Ergebnisse der Unterhauswahlen 1951 | Ergebnisse der Unterhauswahlen 1951 | Ergebnisse der Unterhauswahlen 1951 | Ergebnisse der Unterhauswahlen 1951 |
| Partei                              | Kandidat                            | Stimmen                             | %                                   | ±                                   |
| ----------------------------------- | ----------------------------------- | ----------------------------------- | ----------------------------------- | ----------------------------------- |
| Liberal                             | Joseph Grimond                      | 11.745                              | 57,5                                | +10,6                               |
| Conservative                        | Archibald Tennant                   | 5354                                | 26,2                                | −5,7                                |
| Labour                              | Magnus A. Fairnie                   | 3335                                | 16,3                                | −5,0                                |

### Unterhauswahlen 1955
| Ergebnisse der Unterhauswahlen 1955 | Ergebnisse der Unterhauswahlen 1955 | Ergebnisse der Unterhauswahlen 1955 | Ergebnisse der Unterhauswahlen 1955 | Ergebnisse der Unterhauswahlen 1955 |
| Partei                              | Kandidat                            | Stimmen                             | %                                   | ±                                   |
| ----------------------------------- | ----------------------------------- | ----------------------------------- | ----------------------------------- | ----------------------------------- |
| Liberal                             | Joseph Grimond                      | 11.753                              | 63,8                                | +6,3                                |
| Conservative                        | John W. Eunson                      | 3760                                | 20,4                                | −5,8                                |
| Labour                              | Edgar Ramsay                        | 2914                                | 15,8                                | −0,5                                |

### Unterhauswahlen 1959
| Ergebnisse der Unterhauswahlen 1959 | Ergebnisse der Unterhauswahlen 1959 | Ergebnisse der Unterhauswahlen 1959 | Ergebnisse der Unterhauswahlen 1959 | Ergebnisse der Unterhauswahlen 1959 |
| Partei                              | Kandidat                            | Stimmen                             | %                                   | ±                                   |
| ----------------------------------- | ----------------------------------- | ----------------------------------- | ----------------------------------- | ----------------------------------- |
| Liberal                             | Joseph Grimond                      | 12.099                              | 64,2                                | +0,4                                |
| Conservative                        | Robert Hunter Wingate Bruce         | 3487                                | 18,5                                | −1,9                                |
| Labour                              | Robert S. McGowan                   | 3275                                | 17,4                                | +1,6                                |

### Unterhauswahlen 1964
| Ergebnisse der Unterhauswahlen 1964 | Ergebnisse der Unterhauswahlen 1964 | Ergebnisse der Unterhauswahlen 1964 | Ergebnisse der Unterhauswahlen 1964 | Ergebnisse der Unterhauswahlen 1964 |
| Partei                              | Kandidat                            | Stimmen                             | %                                   | ±                                   |
| ----------------------------------- | ----------------------------------- | ----------------------------------- | ----------------------------------- | ----------------------------------- |
| Liberal                             | Joseph Grimond                      | 11.604                              | 62,6                                | −1,6                                |
| Conservative                        | John L. Firth                       | 3704                                | 20,0                                | +1,5                                |
| Labour                              | Ian MacInnes                        | 3232                                | 17,4                                | ±0,0                                |

### Unterhauswahlen 1966
| Ergebnisse der Unterhauswahlen 1966 | Ergebnisse der Unterhauswahlen 1966 | Ergebnisse der Unterhauswahlen 1966 | Ergebnisse der Unterhauswahlen 1966 | Ergebnisse der Unterhauswahlen 1966 |
| Partei                              | Kandidat                            | Stimmen                             | %                                   | ±                                   |
| ----------------------------------- | ----------------------------------- | ----------------------------------- | ----------------------------------- | ----------------------------------- |
| Liberal                             | Joseph Grimond                      | 9605                                | 59,1                                | −3,5                                |
| Conservative                        | John L. Firth                       | 3630                                | 22,3                                | +2,3                                |
| Labour                              | Hugh Lynch                          | 3021                                | 18,6                                | +1,2                                |

### Unterhauswahlen 1970
| Ergebnisse der Unterhauswahlen 1970 | Ergebnisse der Unterhauswahlen 1970 | Ergebnisse der Unterhauswahlen 1970 | Ergebnisse der Unterhauswahlen 1970 | Ergebnisse der Unterhauswahlen 1970 |
| Partei                              | Kandidat                            | Stimmen                             | %                                   | ±                                   |
| ----------------------------------- | ----------------------------------- | ----------------------------------- | ----------------------------------- | ----------------------------------- |
| Liberal                             | Joseph Grimond                      | 7896                                | 47,0                                | −12,1                               |
| Conservative                        | John L. Firth                       | 5364                                | 31,9                                | +9,6                                |
| Labour                              | William Macpherson Reid             | 3552                                | 21,1                                | +2,5                                |

### Unterhauswahlen Februar 1974
| Ergebnisse der Unterhauswahlen Februar 1974 | Ergebnisse der Unterhauswahlen Februar 1974 | Ergebnisse der Unterhauswahlen Februar 1974 | Ergebnisse der Unterhauswahlen Februar 1974 | Ergebnisse der Unterhauswahlen Februar 1974 |
| Partei                                      | Kandidat                                    | Stimmen                                     | %                                           | ±                                           |
| ------------------------------------------- | ------------------------------------------- | ------------------------------------------- | ------------------------------------------- | ------------------------------------------- |
| Liberal                                     | Joseph Grimond                              | 11.491                                      | 62,0                                        | +15,0                                       |
| Conservative                                | John L. Firth                               | 4186                                        | 22,6                                        | −9,3                                        |
| Labour                                      | J.W.G. Wills                                | 2865                                        | 15,5                                        | −5,6                                        |

### Unterhauswahlen Oktober 1974
| Ergebnisse der Unterhauswahlen Oktober 1974 | Ergebnisse der Unterhauswahlen Oktober 1974 | Ergebnisse der Unterhauswahlen Oktober 1974 | Ergebnisse der Unterhauswahlen Oktober 1974 | Ergebnisse der Unterhauswahlen Oktober 1974 |
| Partei                                      | Kandidat                                    | Stimmen                                     | %                                           | ±                                           |
| ------------------------------------------- | ------------------------------------------- | ------------------------------------------- | ------------------------------------------- | ------------------------------------------- |
| Liberal                                     | Joseph Grimond                              | 9877                                        | 56,2                                        | −5,8                                        |
| SNP                                         | H. Firth                                    | 3025                                        | 17,2                                        | +17,2                                       |
| Conservative                                | R.M. Fraser                                 | 2495                                        | 14,2                                        | −8,4                                        |
| Labour                                      | J.W.G. Wills                                | 2175                                        | 12,4                                        | −3,1                                        |

### Unterhauswahlen 1979
| Ergebnisse der Unterhauswahlen 1979 | Ergebnisse der Unterhauswahlen 1979 | Ergebnisse der Unterhauswahlen 1979 | Ergebnisse der Unterhauswahlen 1979 | Ergebnisse der Unterhauswahlen 1979 |
| Partei                              | Kandidat                            | Stimmen                             | %                                   | ±                                   |
| ----------------------------------- | ----------------------------------- | ----------------------------------- | ----------------------------------- | ----------------------------------- |
| Liberal                             | Joseph Grimond                      | 10.950                              | 56,4                                | +0,2                                |
| Conservative                        | C. Donaldson                        | 4140                                | 21,3                                | +7,1                                |
| Labour                              | Robina Goodlad                      | 3385                                | 17,4                                | +5,0                                |
| SNP                                 | M. Spens                            | 935                                 | 4,8                                 | −12,4                               |

### Unterhauswahlen 1983
| Ergebnisse der Unterhauswahlen 1983 | Ergebnisse der Unterhauswahlen 1983 | Ergebnisse der Unterhauswahlen 1983 | Ergebnisse der Unterhauswahlen 1983 | Ergebnisse der Unterhauswahlen 1983 |
| Partei                              | Kandidat                            | Stimmen                             | %                                   | ±                                   |
| ----------------------------------- | ----------------------------------- | ----------------------------------- | ----------------------------------- | ----------------------------------- |
| Liberal                             | Jim Wallace                         | 9374                                | 45,9                                | −10,5                               |
| Conservative                        | David Myles                         | 5224                                | 25,6                                | +4,3                                |
| SNP                                 | Winnie Ewing                        | 3147                                | 15,4                                | +10,6                               |
| Labour                              | Robina Goodlad                      | 2665                                | 13,1                                | −4,3                                |

### Unterhauswahlen 1987
| Ergebnisse der Unterhauswahlen 1987 | Ergebnisse der Unterhauswahlen 1987 | Ergebnisse der Unterhauswahlen 1987 | Ergebnisse der Unterhauswahlen 1987 | Ergebnisse der Unterhauswahlen 1987 |
| Partei                              | Kandidat                            | Stimmen                             | %                                   | ±                                   |
| ----------------------------------- | ----------------------------------- | ----------------------------------- | ----------------------------------- | ----------------------------------- |
| Liberal                             | Jim Wallace                         | 8881                                | 41,7                                | −4,2                                |
| Conservative                        | R.W.A. Jenkins                      | 4959                                | 23,3                                | −2,3                                |
| Labour                              | John Aberdein                       | 3995                                | 18,7                                | +5,6                                |
| Orkney and Shetland Movement        | John Goodlad                        | 3095                                | 14,5                                | +14,5                               |
| Green                               | G.K. Collister                      | 389                                 | 1,8                                 | +1,8                                |

### Unterhauswahlen 1992
| Ergebnisse der Unterhauswahlen 1992 | Ergebnisse der Unterhauswahlen 1992 | Ergebnisse der Unterhauswahlen 1992 | Ergebnisse der Unterhauswahlen 1992 | Ergebnisse der Unterhauswahlen 1992 |
| Partei                              | Kandidat                            | Stimmen                             | %                                   | ±                                   |
| ----------------------------------- | ----------------------------------- | ----------------------------------- | ----------------------------------- | ----------------------------------- |
| Liberal Democrats                   | Jim Wallace                         | 9575                                | 46,4                                | +4,7                                |
| Conservative                        | Paul McCormick                      | 4542                                | 22,0                                | −1,3                                |
| Labour                              | John Aberdein                       | 4093                                | 19,8                                | +1,1                                |
| SNP                                 | Frances McKie                       | 2301                                | 11,2                                | +11,2                               |
| Natural Law                         | Christian Wharton                   | 115                                 | 0,6                                 | +0,6                                |

### Unterhauswahlen 1997
| Ergebnisse der Unterhauswahlen 1997 | Ergebnisse der Unterhauswahlen 1997 | Ergebnisse der Unterhauswahlen 1997 | Ergebnisse der Unterhauswahlen 1997 | Ergebnisse der Unterhauswahlen 1997 |
| Partei                              | Kandidat                            | Stimmen                             | %                                   | ±                                   |
| ----------------------------------- | ----------------------------------- | ----------------------------------- | ----------------------------------- | ----------------------------------- |
| Liberal Democrats                   | Jim Wallace                         | 10.743                              | 52,0                                | +5,6                                |
| Labour                              | James Paton                         | 3775                                | 18,3                                | −1,5                                |
| SNP                                 | Willie Ross                         | 2624                                | 12,7                                | +1,5                                |
| Conservative                        | Hope Vere Anderson                  | 2527                                | 12,2                                | −9,8                                |
| Referendum Party                    | Francis Adamson                     | 820                                 | 4,0                                 | +4,0                                |
| Natural Law                         | Christian Wharton                   | 116                                 | 0,6                                 | ±0,0                                |
| Parteilos                           | Arthur Robertson                    | 60                                  | 0,3                                 | +0,3                                |

### Unterhauswahlen 2001
| Ergebnisse der Unterhauswahlen 2001 | Ergebnisse der Unterhauswahlen 2001 | Ergebnisse der Unterhauswahlen 2001 | Ergebnisse der Unterhauswahlen 2001 | Ergebnisse der Unterhauswahlen 2001 |
| Partei                              | Kandidat                            | Stimmen                             | %                                   | ±                                   |
| ----------------------------------- | ----------------------------------- | ----------------------------------- | ----------------------------------- | ----------------------------------- |
| Liberal Democrats                   | Alistair Carmichael                 | 6919                                | 41,3                                | −10,7                               |
| Labour                              | Robert Mochrie                      | 3444                                | 20,6                                | +2,3                                |
| Conservative                        | John Firth                          | 3121                                | 18,7                                | +6,5                                |
| SNP                                 | John Mowat                          | 2473                                | 14,8                                | +2,1                                |
| Socialist                           | Peter Andrews                       | 776                                 | 4,6                                 | +4,6                                |

### Unterhauswahlen 2005
| Ergebnisse der Unterhauswahlen 2005 | Ergebnisse der Unterhauswahlen 2005 | Ergebnisse der Unterhauswahlen 2005 | Ergebnisse der Unterhauswahlen 2005 | Ergebnisse der Unterhauswahlen 2005 |
| Partei                              | Kandidat                            | Stimmen                             | %                                   | ±                                   |
| ----------------------------------- | ----------------------------------- | ----------------------------------- | ----------------------------------- | ----------------------------------- |
| Liberal Democrats                   | Alistair Carmichael                 | 9138                                | 51,5                                | +10,2                               |
| Labour                              | Richard Meade                       | 2511                                | 14,2                                | −6,4                                |
| Conservative                        | Frank Nairn                         | 2357                                | 13,3                                | −5,4                                |
| SNP                                 | John Mowat                          | 1833                                | 10,3                                | −4,5                                |
| Socialist                           | John Aberdein                       | 992                                 | 5,6                                 | +1,0                                |
| UKIP                                | Scott Dyble                         | 424                                 | 2,4                                 | +2,4                                |
| Legalise Cannabis Alliance          | Paul Cruickshank                    | 311                                 | 1,8                                 | +1,8                                |
| Free Scotland Party                 | Brian Nugent                        | 176                                 | 1,0                                 | +1,0                                |

### Unterhauswahlen 2010
| Ergebnisse der Unterhauswahlen 2010 | Ergebnisse der Unterhauswahlen 2010 | Ergebnisse der Unterhauswahlen 2010 | Ergebnisse der Unterhauswahlen 2010 | Ergebnisse der Unterhauswahlen 2010 |
| Partei                              | Kandidat                            | Stimmen                             | %                                   | ±                                   |
| ----------------------------------- | ----------------------------------- | ----------------------------------- | ----------------------------------- | ----------------------------------- |
| Liberal Democrats                   | Alistair Carmichael                 | 11.989                              | 62,0                                | +10,5                               |
| Labour                              | Mark Cooper                         | 2061                                | 10,7                                | −3,5                                |
| SNP                                 | John Mowat                          | 2042                                | 10,6                                | +0,3                                |
| Conservative                        | Frank Nairn                         | 2032                                | 10,5                                | −2,8                                |
| UKIP                                | Robert Smith                        | 1222                                | 6,3                                 | +3,9                                |

### Unterhauswahlen 2015
| Ergebnisse der Unterhauswahlen 2015 | Ergebnisse der Unterhauswahlen 2015 | Ergebnisse der Unterhauswahlen 2015 | Ergebnisse der Unterhauswahlen 2015 | Ergebnisse der Unterhauswahlen 2015 |
| Partei                              | Kandidat                            | Stimmen                             | %                                   | ±                                   |
| ----------------------------------- | ----------------------------------- | ----------------------------------- | ----------------------------------- | ----------------------------------- |
| Liberal Democrats                   | Alistair Carmichael                 | 9407                                | 41,4                                | −20,6                               |
| SNP                                 | Danus Skene                         | 8590                                | 37,8                                | +27,2                               |
| Conservative                        | Donald Cameron                      | 2025                                | 8,9                                 | −1,6                                |
| Labour                              | Mark Cooper                         | 1624                                | 7,1                                 | −3,5                                |
| UKIP                                | Robert Smith                        | 1082                                | 4,8                                 | −1,5                                |

### Unterhauswahlen 2017
| Ergebnisse der Unterhauswahlen 2017 | Ergebnisse der Unterhauswahlen 2017 | Ergebnisse der Unterhauswahlen 2017 | Ergebnisse der Unterhauswahlen 2017 | Ergebnisse der Unterhauswahlen 2017 |
| Partei                              | Kandidat                            | Stimmen                             | %                                   | ±                                   |
| ----------------------------------- | ----------------------------------- | ----------------------------------- | ----------------------------------- | ----------------------------------- |
| Liberal Democrats                   | Alistair Carmichael                 | 11.312                              | 48,6                                | +7,2                                |
| SNP                                 | Miriam Brett                        | 6749                                | 29,0                                | −8,8                                |
| Labour                              | Robina Barton                       | 2664                                | 11,4                                | +4,3                                |
| Conservative                        | Jamie Halcro Johnston               | 2024                                | 8,7                                 | −0,2                                |
| UKIP                                | Robert Smith                        | 283                                 | 1,2                                 | −3,6                                |
| Parteilos                           | Stuart Hill                         | 245                                 | 1,1                                 | +1,1                                |

### Unterhauswahlen 2019
| Ergebnisse der Unterhauswahlen 2019 | Ergebnisse der Unterhauswahlen 2019 | Ergebnisse der Unterhauswahlen 2019 | Ergebnisse der Unterhauswahlen 2019 | Ergebnisse der Unterhauswahlen 2019 |
| Partei                              | Kandidat                            | Stimmen                             | %                                   | ±                                   |
| ----------------------------------- | ----------------------------------- | ----------------------------------- | ----------------------------------- | ----------------------------------- |
| Liberal Democrats                   | Alistair Carmichael                 | 10.381                              | 44,8                                | −3,8                                |
| SNP                                 | Robert Leslie                       | 7874                                | 34,0                                | +5,0                                |
| Conservative                        | Jenny Fairbairn                     | 2287                                | 9,9                                 | +1,2                                |
| Labour                              | Coilla Drake                        | 1550                                | 6,7                                 | −4,7                                |
| Brexit Party                        | Robert Smith                        | 900                                 | 3,9                                 | +3,9                                |
| Parteilos                           | David Barnard                       | 168                                 | 0,7                                 | +0,7                                |